# Pierre Menard

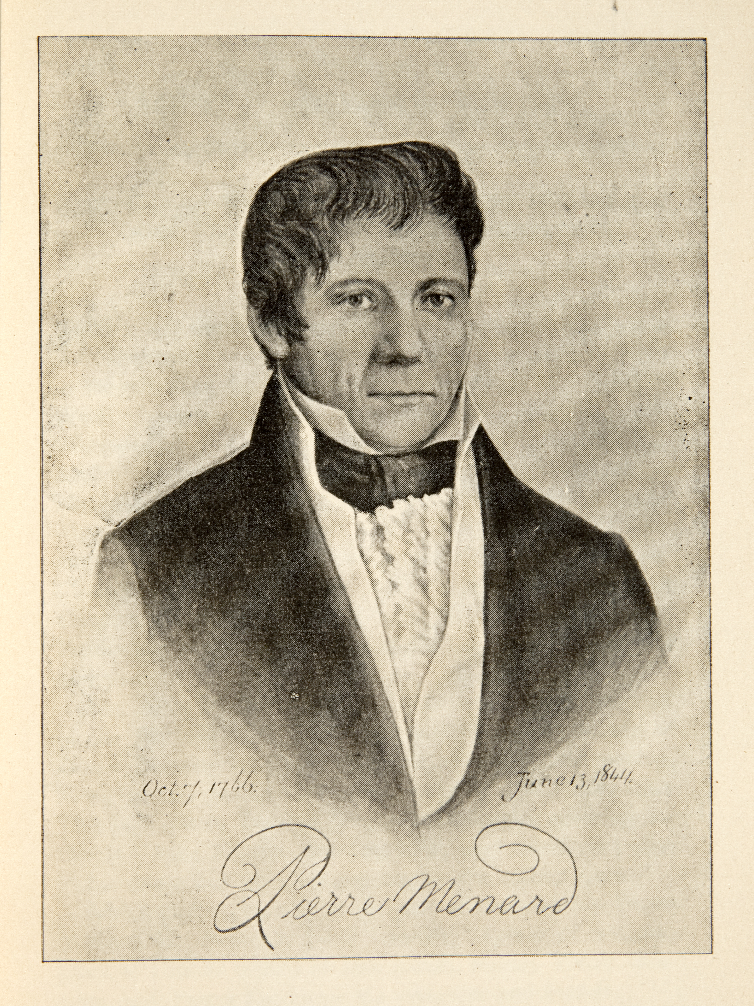
Pierre Menard

Pierre Menard (* 7. Oktober 1766 bei Montreal, Kanada; † 13. Juni 1844 im Randolph County, Illinois) war ein US-amerikanischer Politiker. Zwischen 1818 und 1822 war er Vizegouverneur des Bundesstaates Illinois.

## Werdegang

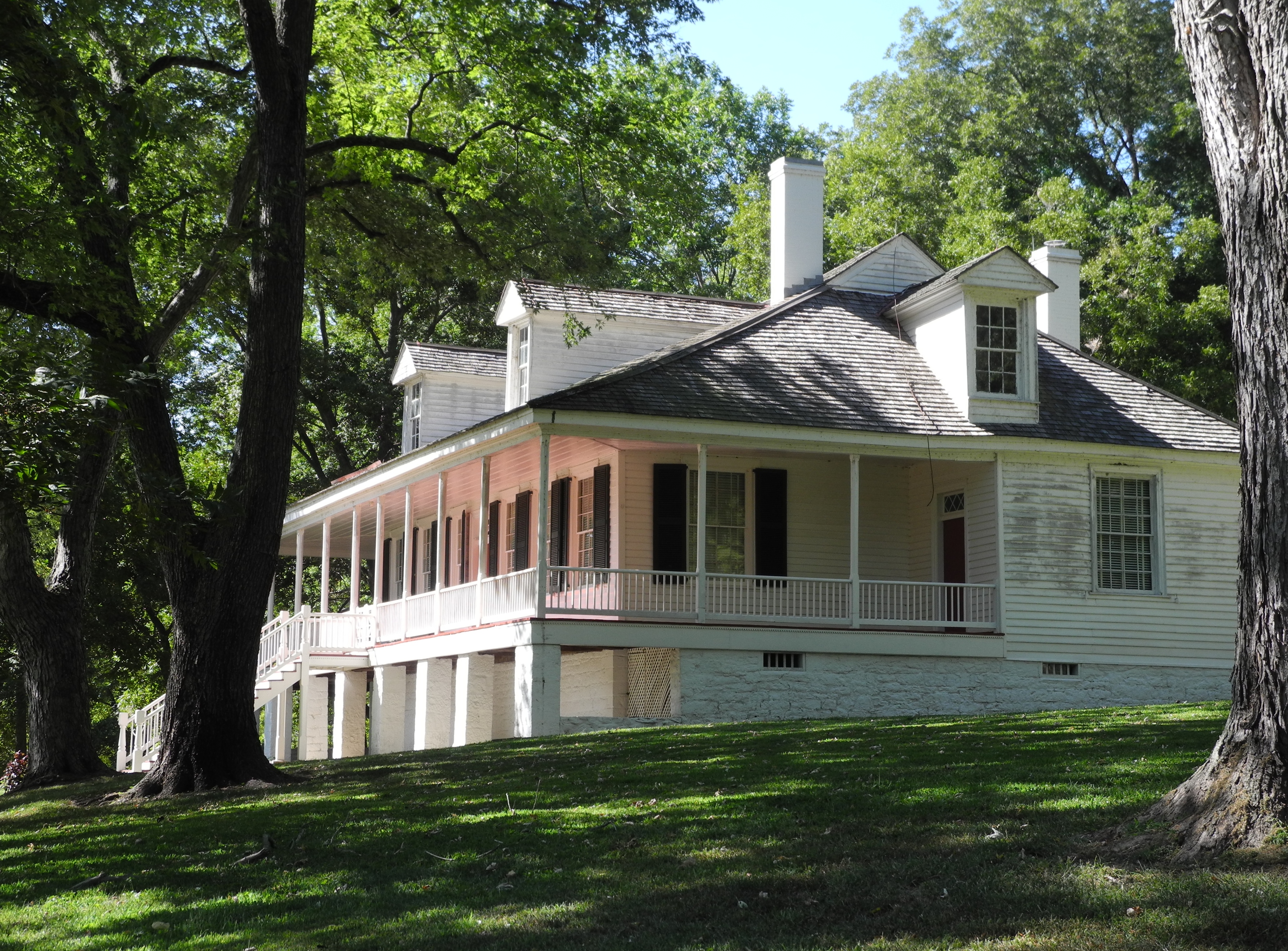
Das Pierre Menard House in Ellis Grove

Pierre Menard, der Sohn eines französischen Soldaten, besuchte für kurze Zeit die öffentlichen Schulen seiner Heimat. Im Alter von etwa 15 Jahren begann er im Gebiet des heutigen Illinois im Fellhandel zu arbeiten. Anfang der 1790er Jahre hatte er in Kaskaskia bereits eine eigene erfolgreiche Handelsagentur gegründet. Um 1793 war er ein angesehener Unternehmer. Politisch schloss er sich der von Thomas Jefferson gegründeten Demokratisch-Republikanischen Partei an. Zwischen 1803 und 1809 gehörte er der Legislative des Indiana-Territoriums an; von 1812 bis 1818 war er Mitglied im Rat des Illinois-Territoriums (Illinois Territorial Council).
Nach dem Beitritt Illinois’ zur Union im Jahr 1818 wurde Menard an der Seite von Shadrach Bond zum Vizegouverneur des neuen Staates gewählt. Dieses Amt bekleidete er zwischen 1818 und 1822. Dabei war er Stellvertreter des Gouverneurs. Ein Grund seiner Wahl war, dass er dem französischsprachigen Teil der Bevölkerung angehörte. Damit wurde ein Ausgleich zwischen dieser und der Englisch sprechenden Bevölkerung geschaffen.
Nach dem Ende seiner Zeit als Vizegouverneur zog sich Pierre Menard aus der Politik zurück und widmete sich wieder seinen privaten Geschäften. Er starb am 13. Juni 1844 im Randolph County, wo er auch beigesetzt wurde. Das Menard County in Illinois wurde nach ihm benannt. Sein ehemaliges Wohnhaus in Ellis Grove wurde als Pierre Menard House ins National Register of Historic Places aufgenommen.